# Puccinia inaudita
Puccinia inaudita ist eine Ständerpilzart aus der Ordnung der Rostpilze (Pucciniales). Der Pilz ist ein Endoparasit von Korbblütlern der Gattungen Wedelia und Zexmenia. Symptome des Befalls durch die Art sind Rostflecken und Pusteln auf den Blattoberflächen der Wirtspflanzen. Sie ist in Mittelamerika verbreitet.

## Merkmale

### Makroskopische Merkmale
Puccinia inaudita ist mit bloßem Auge nur anhand der auf der Oberfläche des Wirtes hervortretenden Sporenlager zu erkennen. Sie wachsen in Nestern, die als gelbliche bis braune Flecken und Pusteln auf den Blattoberflächen erscheinen.

### Mikroskopische Merkmale
Das Myzel von Puccinia inaudita wächst wie bei allen Puccinia-Arten interzellulär und bildet Saugfäden, die in das Speichergewebe des Wirtes wachsen. Ihre Spermogonien wachsen überwiegend oberseitig auf den Wirtsblättern. Die beidseitig wachsenden Aecien der Art sind zylindrisch und wachsen in kleinen Gruppen. Sie besitzen 25–34 × 19–27 µm große, bräunliche Aeciosporen mit warziger Oberfläche. Uredien werden von der Art nicht oder nur selten ausgebildet. Ihre gelbbraunen Uredosporen sind 24–32 × 19–24 µm groß, zumeist kugelig bis ellipsoid und stachelwarzig. Die blattunterseitig wachsenden Telien der Art sind hellgelb, kompakt und unbedeckt. Die farblosen Teliosporen sind einzellig, in der Regel zylindrisch bis schmal ellipsoid und 44–66 × 15–19 µm groß. Ihre Stiele sind farblos und bis zu 50 µm lang.

## Verbreitung
Das bekannte Verbreitungsgebiet von Puccinia inaudita reicht von Honduras bis nach Mexiko.

## Ökologie
Die Wirtspflanzen von Puccinia inaudita sind Wedelia und Zexmenia. Der Pilz ernährt sich von den im Speichergewebe der Pflanzen vorhandenen Nährstoffen, seine Sporenlager brechen später durch die Blattoberfläche und setzen Sporen frei. Die Art durchläuft einen Entwicklungszyklus mit Spermogonien, Aecien, Telien und Uredien.